# Elecciones locales en Santa Rosa de Osos de 2019
Las Elecciones locales en Santa Rosa de Osos de 2019, se llevaron a cabo el 27 de octubre de 2019 en el municipio de Santa Rosa de Osos. En dichas elecciones, los santarrosanos eligieron los siguientes cargos para un periodo de cuatro años contados a partir del 1° de enero de 2019:
- Alcalde municipal de Santa Rosa de Osos.
- Gobernador de Antioquia.
- 13 miembros del Concejo municipal de Santa Rosa de Osos.
- 26 Diputados de la Asamblea de Antioquia.[1]

## Legislación
Por derecho constitucional, los ciudadanos luego de la mayoría de edad que no sean miembros de la fuerza pública, que no estén en interdicción o que no estén condenados, pueden ejercer su derecho al voto.
Para ser elegido alcalde es necesario ser un ciudadano mayor de edad,  haber nacido en el municipio o haber vivido mínimo un año antes de la inscripción en el.  Ningún funcionario público puede participar en ningún tipo de propaganda a favor o en contra de ningún candidato o ejercer algún tipo de presión.
Tanto en Santa Rosa de Osos como el resto del país, el organismo encargado de organizar las elecciones es la Registraduría Nacional del Estado Civil y el encargado de hacerles veeduría es el Consejo Nacional Electoral

### Puestos de votación
Electoralmente Santa Rosa de Osos se divide en 12 puestos de votación.
- 2 al norte de la ciudad: En el centro tradicional, La Normal Superior Pedro Justo Berrío y el Parque Educativo Neurona, que acogen también a todas las veredas del centro-oriente del municipio, así como al caserío Malambo.
- 2 al sur de la ciudad: El Coliseo Antonio Roldán Betancourt y la escuela Instituto del Carmen que acogen también a las todas veredas centro-occidentales del municipio, al centro poblado La Granja y al caserío La Cabuya.
- 2 en el norte del municipio: 1 en el corregimiento Aragón que acoge a todas sus veredas y el otro en el Centro Poblado El Chaquiro que acoge también al caserío La Piedra-Berrío.
- 1 en el centro del municipio: En el corregimiento Hoyorrico que acoge a todas sus veredas incluyendo los caseríos de La Cejita y La Cabaña.
- 4 en el sur del municipio: 1 en el corregimiento Riogrande y 1 en el corregimiento San Isidro que acogen a sus veredas respectivas. 1 en el corregimiento San Pablo que incluye también a sus veredas y al caserío La Clara; y 1 en el pueblo del Caney que incluye a sus veredas y al caserío Puente Gabino.
- 1 en la cárcel del circuito.

## Candidatos a la Alcaldía

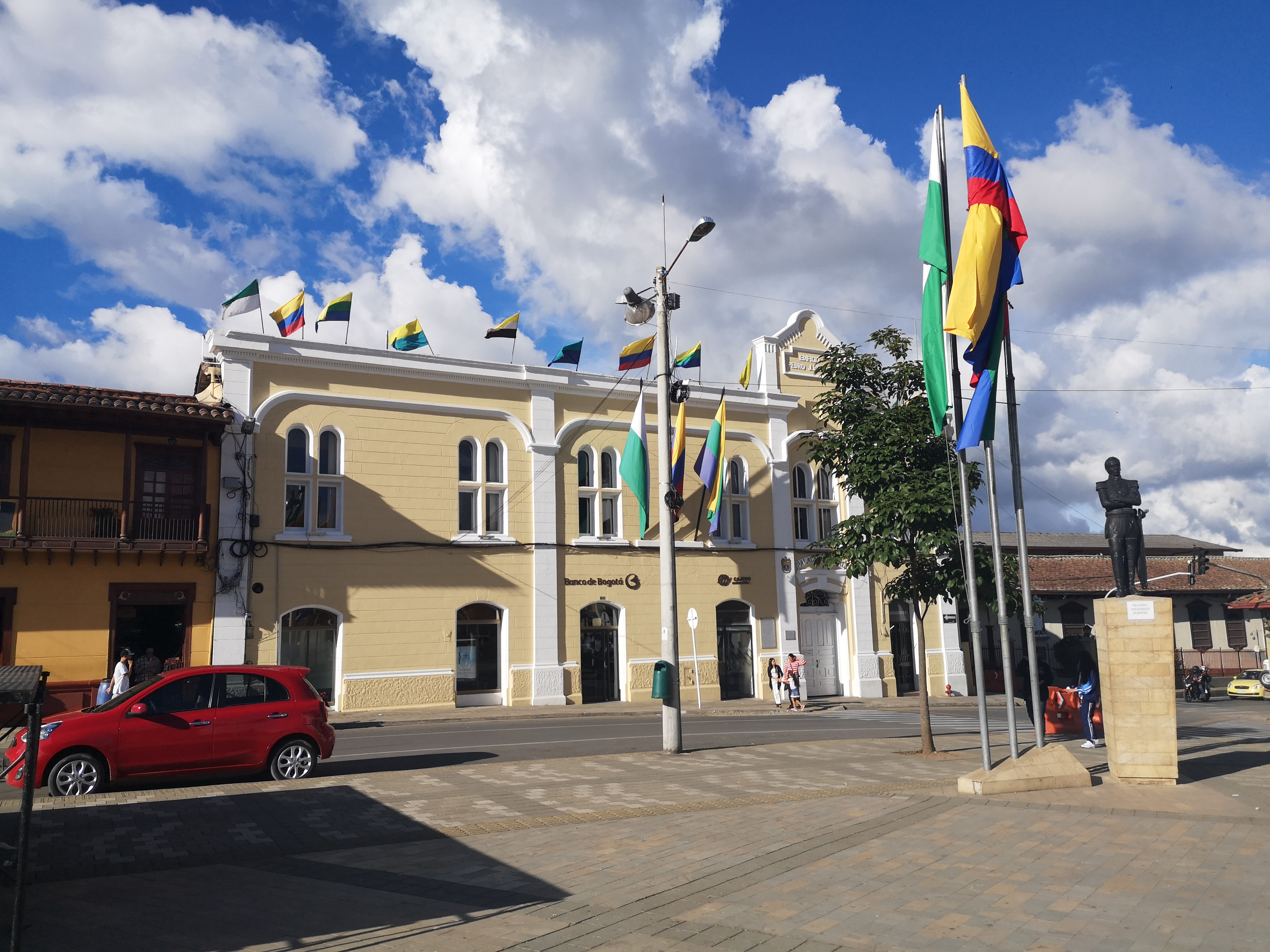
El Edificio Berrío es el palacio municipal de Santa Rosa de Osos, epicentro del poder político, sede de la alcaldía, el concejo y demás dependencias municipales

Para el mando del Edificio Berrío y  suceder a la alcaldesa María del Carmen Roldán Arango, las siguientes personas se inscribieron como candidatos ante la registraduría:  
- Carlos Alberto Posada Zapata por el Centro Democrático, resultó el ganador.
- Luis Bernardo Molina Granda por el Partido Social de Unidad Nacional
- Francisco Jair Palacio Lopera por el Partido Conservador Colombiano
- Yovany Alexander Álvarez Correa por la Alianza Verde (Colombia)
- William Alejandro Vergara Pérez por  Alianza Social Independiente
- Óscar Mario Balbín Pérez por el Movimiento Alternativo Indígena y Social, partido que gobernó a Santa Rosa de Osos.

### Resultados
|                           | Candidato a la Alcaldía         | Partido o movimiento                            | Votos | (%)   |
| ------------------------- | ------------------------------- | ----------------------------------------------- | ----- | ----- |
|                           | Carlos Alberto Posada Zapata    | Centro Democrático                              | 6211  | 39,23 |
|                           | Luis Bernardo Molina Granda     | Partido de la U                                 | 3579  | 22,60 |
|                           | Francisco Jair Palacio Lopera   | Partido Conservador Colombiano                  | 3455  | 21,82 |
|                           | Yovany Alexander Álvarez Correa | Partido Alianza Verde                           | 907   | 5,72  |
|                           | William Alejandro Vergara Pérez | Alianza Social Independiente (ASI)              | 524   | 3,30  |
|                           | Oscar Mario Balbin Pérez        | Movimiento Alternativo Indígena y Social (MAIS) | 276   | 1,74  |
| Votos en blanco           | Votos en blanco                 | Votos en blanco                                 | 879   | 5,55  |
| Votos nulos               | Votos nulos                     | Votos nulos                                     | 482   | 2,86  |
| Tarjetas no marcadas      | Tarjetas no marcadas            | Tarjetas no marcadas                            | 497   | 2,95  |
| Total de votos escrutados | Total de votos escrutados       | Total de votos escrutados                       | 16810 | 61,83 |

#### Puestos de Votación
| NORTE DE LA CIUDAD Y VEREDAS CENTRO ORIENTALES |       |     |     |     |     |     |  |
| I.E.Normal Superior PJB                        | 1 374 | 693 | 809 | 174 | 107 | 121 |  |
| Parque Educativo Neurona                       | 1 107 | 594 | 641 | 127 | 86  | 37  |  |
| SUR DE LA CIUDAD Y VEREDAS CENTRO OCCIDENTALES |       |     |     |     |     |     |  |
| Coliseo Antonio Roldán Betancourt              | 1 587 | 878 | 874 | 307 | 159 | 64  |  |
| Escuela Instituto del Carmen                   | 1 025 | 536 | 689 | 268 | 135 | 37  |  |
| Cárcel                                         | 10    | 8   | 16  | 1   | 2   | 3   |  |
| VEREDAS DEL NORTE DEL MUNICIPIO                |       |     |     |     |     |     |  |
| Corregimiento Aragón                           | 241   | 137 | 53  | 6   | 12  | 1   |  |
| Pueblo El Chaquiro                             | 91    | 40  | 65  | 7   | 10  | 6   |  |
| VEREDAS DEL CENTRO DEL MUNICIPIO               |       |     |     |     |     |     |  |
| Corregimiento Hoyorrico                        | 154   | 72  | 92  | 6   | 5   | 3   |  |
| VEREDAS DEL SUR DEL MUNICIPIO                  |       |     |     |     |     |     |  |
| Corregimiento Riogrande                        | 40    | 59  | 31  | 3   | 3   | 0   |  |
| Corregimiento San Isidro                       | 280   | 200 | 85  | 3   | 0   | 2   |  |
| Corregimiento San Pablo                        | 198   | 287 | 48  | 3   | 1   | 1   |  |
| Pueblo El Caney                                | 99    | 71  | 70  | 1   | 4   | 2   |  |
| Fuente: Registraduría                          |       |     |     |     |     |     |  |

## Concejo Municipal
la votación para la conformación del Concejo Municipal arrojó los siguientes resultados:
| Partido                                  | Tipo¹                | Candidato más votado              | Votos | %     | Curules |
| ---------------------------------------- | -------------------- | --------------------------------- | ----- | ----- | ------- |
| Partido de la U                          | Preferente           | Carlos Arturo Gómez Preciado      | 2 808 | 22,68 | 4       |
| Centro Democrático                       | Preferente           | Gustavo Alonso Hincapié Jaramillo | 2 727 | 22,02 | 3 (+2)  |
| Partido Conservador Colombiano           | Preferente           | Jhon Jaime Álvarez Lopera         | 2 633 | 21,26 | 3 (-2)  |
| Cambio Radical                           | Preferente           | Mauricio Barrientos Osorio        | 1 552 | 12,53 | 2 (+1)  |
| Colombia Renaciente                      | Preferente           | Eduardo Aníbal Granda Arboleda    | 711   | 6,22  | 1 (+1)  |
| Alianza Verde                            | Preferente           | Germán Antonio Góez Correa        | 446   | 3,60  | 0       |
| Alianza Social Independiente             | Preferente           | -                                 | 224   | 1,80  | 0 (-2)  |
| Movimiento Alternativo Indígena y Social | Preferente           | Johny Alexander Oquendo           | 88    | 0,71  | 0       |
| Votos blancos                            | Votos blancos        | Votos blancos                     | 1131  | 9,13  | 9,13    |
| Votos nulos                              | Votos nulos          | Votos nulos                       | 647   | 4,64  | 4,64    |
| Tarjetas no marcadas                     | Tarjetas no marcadas | Tarjetas no marcadas              | 910   | 6,52  | 6,52    |

     Partidos que no superaron el umbral

### Concejales electos
| Partido                        | Concejal                          | Votación | Porcentaje |
| ------------------------------ | --------------------------------- | -------- | ---------- |
| Partido de la U                | Carlos Arturo Gómez Preciado      | 546      | 4,41       |
| Partido de la U                | Johan Fernando Taborda Gómez      | 478      | 3,86       |
| Partido de la U                | Jesús Ferney Escobar Lenis        | 349      | 2,81       |
| Partido de la U                | Raúl Antonio Puerta Ospina        | 300      | 2,42       |
| Centro Democrático             | Gustavo Alonso Hincapié Jaramillo | 561      | 4,53       |
| Centro Democrático             | Fernando Álvarez Ramírez          | 321      | 3,19       |
| Centro Democrático             | Alba Luz Ocampo Soto              | 294      | 2,37       |
| Partido Conservador Colombiano | Jhon Jaime Álvarez Lopera         | 494      | 3,99       |
| Partido Conservador Colombiano | Orley Enrique Rojas Mira          | 366      | 2,95       |
| Partido Conservador Colombiano | Juan Pablo Lopera                 | 266      | 2,14       |
| Cambio Radical                 | Mauricio Barrientos Osorio        | 541      | 4,36       |
| Cambio Radical                 | Félix Armando Arboleda Arango     | 179      | 1,44       |
| Colombia Renaciente            | Eduardo Aníbal Granda Arboleda    | 150      | 1,21       |

## Gobernación de Antioquia
|  | 35,52 % |

|  | 34,54 % |

|  | 6,79 % |

|  | 4,69 % |

|  | 2,84 % |

|  | 1,61 % |

|  | 1,27 % |

|  | 0,69 % |

## Asamblea Departamental
la votación para la Asamblea Departamental de Antioquia en Santa Rosa de Osos arrojó los siguientes resultados:
|  | 24,70 % |

|  | 16,36 % |

|  | 15,17 % |

|  | 8,44 % |

|  | 5,12 % |

|  | 3,92 % |

|  | 2,05 % |

|  | 1,54 % |

|  | 0,38 % |

|  | 0.28 % |

|  | 21,97 % |

|  | 4,66 % |

|  | 13,85 % |

|  | 58,37 % |

- Partidos que no superaron el umbral